# الجوجوکا
الجوجوکا (به اسپانیایی: Aljojuca) یک منطقهٔ مسکونی در مکزیک است که در پوئبلا واقع شده‌است.